# Eilicrinia subcordaria
Eilicrinia subcordaria är en fjärilsart som beskrevs av Herrich-Schäffer 1892. Eilicrinia subcordaria ingår i släktet Eilicrinia och familjen mätare. Inga underarter finns listade i Catalogue of Life.